# 施特拉瑟地区施泰瑙
施特拉瑟地区施泰瑙（德語：Steinau an der Straße，發音：[ˈʃtaɪnaʊ ʔan deːɐ̯ ˈʃtʁaːsə]）是德国黑森州达姆施塔特行政区美因-金齐希县的城市，面积104.86平方千米，2023年12月31日人口为10,381人。